# يوري تام
يوري تام (بالإستونية: Jüri Tamm)‏ هو رامي مطرقة إستوني سوفيتي ولد في يوم 5 فبراير 1957 في مدينة بارنو في إستونيا، أبرز إنجازاته كان فوزه بالميدالية البرونزية في دورة الألعاب الأولمبية الصيفية 1980 في موسكو وفاز بميدالية برونزية أخرى في دورة الألعاب الأولمبية الصيفية 1988 في سيئول، كما فاز بالميدالية الفضية في دورة بطولة العالم لألعاب القوى 1987 في روما.

## روابط خارجية
- يوري تام على موقع الاتحاد الدولي لألعاب القوى (الإنجليزية)
- يوري تام على موقع الاتحاد الأوروبي لألعاب القوى (الإنجليزية)
- يوري تام على موقع اللجنة الأولمبية الدولية (الإنجليزية)
- يوري تام على موقع أوليمبيديا (الإنجليزية)